# Johann Jacob Brucker
Johann Jacob Brucker (Augusta, 22 gennaio 1696 – Augusta, 26 novembre 1770) è stato un religioso, storico e filosofo tedesco.
Professore di storia della filosofia a Jena, fu poi pastore della chiesa di Sant'Ulrico ad Augusta, e membro dell'Accademie di Berlino, oltre che dell'Accademia degli Agiati di Rovereto.
Autore di numerosi scritti, la sua opera maggiore sono i sei volumi della Historia critica philosophiae a mundi incunabulis ad nostram usque aetatem deducta Lipsia, 1741-1744 e 1767, dove espone con precisione e giudica liberamente le concezioni dei filosofi. Ne fece anche un sommario dal titolo Institutiones historiae philososophicae, 1747 e 1756.
Pubblicò anche, nel 1747, con il titolo Pinacotheca scriptorum, biografie di scienziati, e nel 1748 una Miscellanea historiae philosophicae, litterariae, criticae.

## Opere

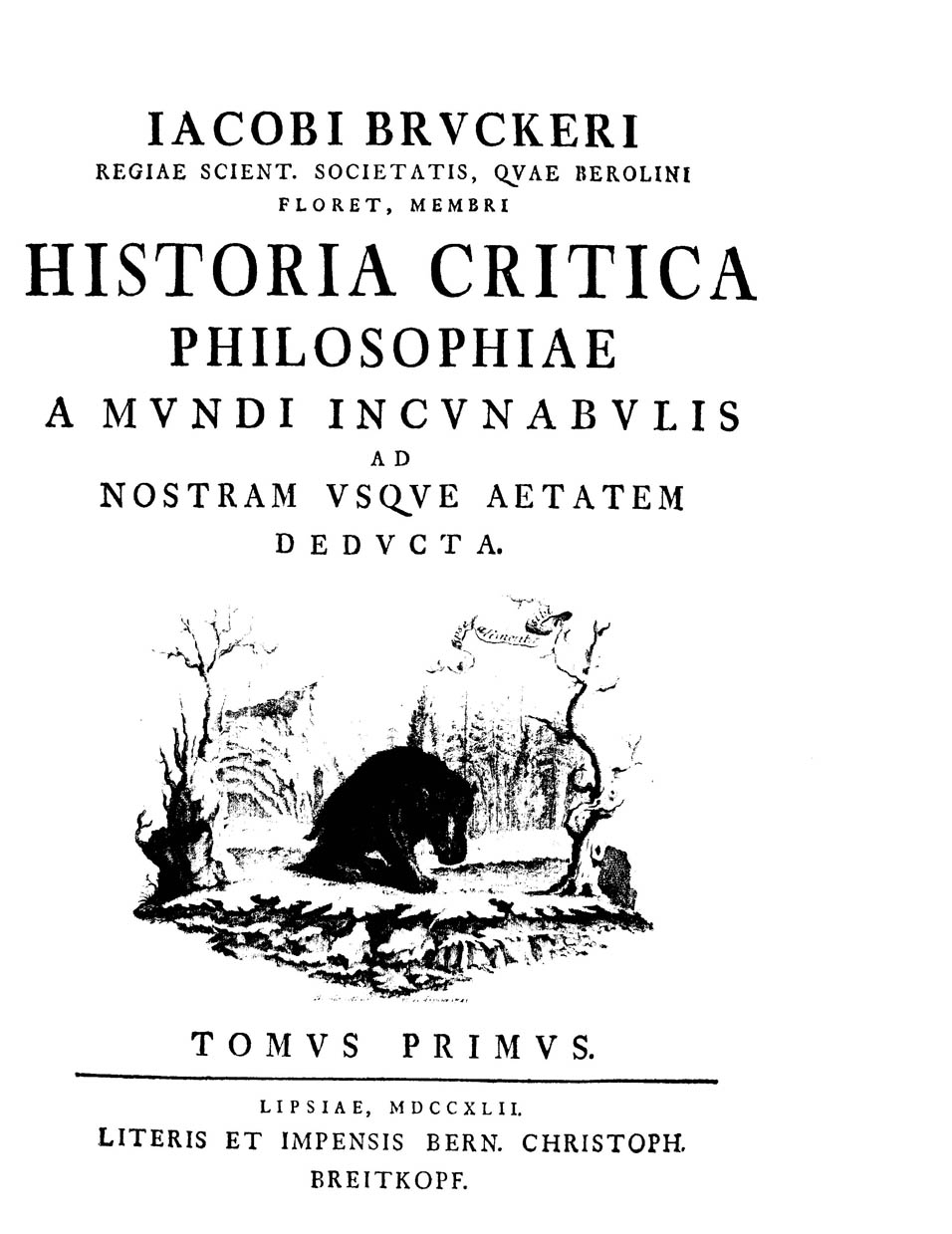
Historia critica philosophiae, 1742

- Tentamen Introductionis in Historiam Doctrinae de Ideis
- Historia Phiosophicae Doctrinae de Ideis (Augusta, 1723)
- Otium Viedelicum (1731)
- Kurze Fragen aus dem philosophischen Historiae (Ulma, 1731-1736)
- Pinacotheca Scriptorum nostra actate literis illustrium, (Augusta, 1741-1755)
- Historia critica philosophiae a mundi incunabulis ad nostram usque aetatem deducta (Lipsia, 1741-1744 et 1767
- Ehrentempel der deutschen Geletzrsamkeil (Augusta, 1747-1749)
- Institutiones Historiae Philosophicae (Lipsia, 1747 e 1756)
- Miscellanea Historiae Philosophicae Literariae Criticae ohm sparsim edita (Augusta, 1748)
- Erste Anfangsgrunde der philosophischen Geschichte (Ulma, 1751)

### Edizioni
- (LA) Jacob Brucker, Historia critica philosophiae a mundi incunabulis ad nostram usque aetatem deducta. 1, Lipsiae, Bernhard Christoph Breitkopf, 1742. URL consultato il 29 giugno 2015.
- (LA) Jacob Brucker, Historia critica philosophiae a mundi incunabulis ad nostram usque aetatem deducta. 2, Lipsiae, Bernhard Christoph Breitkopf, 1742. URL consultato il 29 giugno 2015.
- (LA) Jacob Brucker, Historia critica philosophiae a mundi incunabulis ad nostram usque aetatem deducta. 3, Lipsiae, Bernhard Christoph Breitkopf, 1743. URL consultato il 29 giugno 2015.
- (LA) Jacob Brucker, Historia critica philosophiae a mundi incunabulis ad nostram usque aetatem deducta. 4.1, Lipsiae, Bernhard Christoph Breitkopf, 1743. URL consultato il 29 giugno 2015.
- (LA) Jacob Brucker, Historia critica philosophiae a mundi incunabulis ad nostram usque aetatem deducta. 4.2, Lipsiae, Bernhard Christoph Breitkopf, 1744. URL consultato il 29 giugno 2015.
- (LA) Jacob Brucker, Historia critica philosophiae a mundi incunabulis ad nostram usque aetatem deducta. 6, Lipsiae, Weidmanns Erben und Reich, 1767. URL consultato il 29 giugno 2015.